# 레이싱 카트

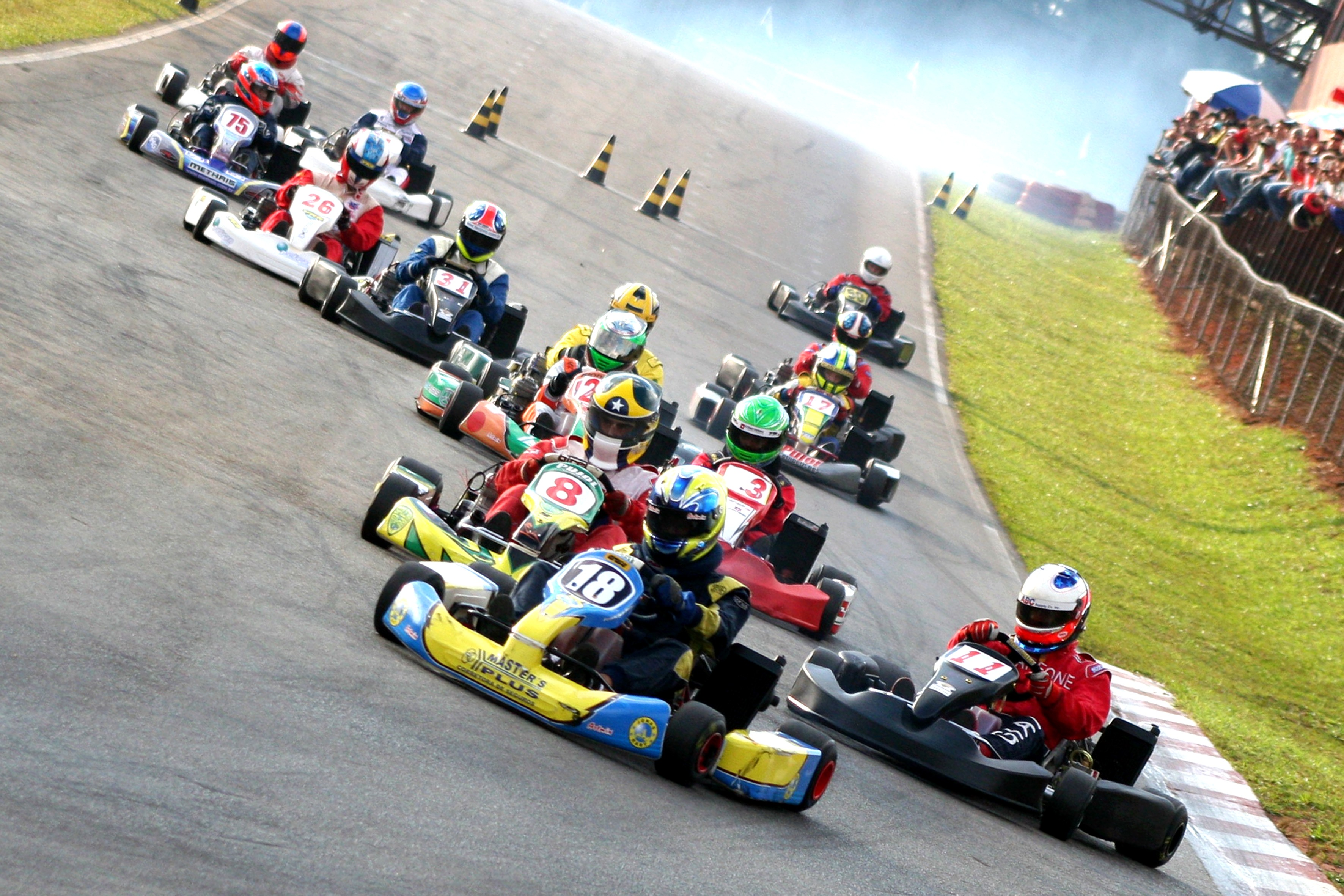

레이싱 카트는 익스트림 레이싱 스포츠의 한 종류로, 배우기 쉽고 안정성이 뛰어나며 자동차 운전 면허가 없어도 참가할 수 있는 모터 스포츠로 남녀노소에 관계 없이 평생토록 즐길 수 있다. 1957년 미국 기술자들이 철제 프레임, 2행정 엔진, 자전거용 체인 등으로 만든 것에서 시작되었다.
또한 F1 드라이버가 되기 위한 출발점이라고도 할 수 있는데, 실제로 세나(Ayrton Senna), 슈마허(MichaelSchumacher), 만셀(Nigel Mansell) 등 전 세계 약 90% 의 F1드라이버들이 레이싱 카트로 경험을 쌓기 시작했다.

## 대회
카트 대회는 미국에서는 5세부터 참여할 수 있다. 유럽에서는 7세, 8세부터 대회에 참여할 수 있다. 따라서 대회에 참가하기 이전인 더 어릴 때 카트를 배운다. 3살씩 묶어서 그룹별로 대회를 개최한다. 15세, 16세가 되면 시니어 대회에 참여한다.

## 대한민국
2008년 4월, 파주스피드파크가 개장했다. 국내 유일 국제규격의 카트(KART) 전용경기장이다. 국내 카트장으로는 잠실 카트장과 파주 카트랜드, 수원 카트빌 등 전국에 10여 곳이 있지만 국제대회를 치를 수 있는 경기장은 파주스피드파크가 유일하다. 최초로 야간경기를 치를 수 있다.
2012년 9월 9일, 전라남도 영암군에 한국 최초의 국제규격 카트 경기장 코리아 인터내셔널 서킷이 개장식을 했다. 한국 최초의 F1 경주장이다. 서킷을 대폭 축소해서 카트 대회를 연다. 2012년 현재 한국에는 카트대회 개최가 가능한 카트경기장으로 잠실카트체험장, 파주스피드파크, 경주카트밸리 등이 있고 제주에는 관광객을 대상으로 하는 레저카트장이 있으나 모두 국내규모 경기장이다.
레저카트는 시속 60 km, 레이싱카트는 시속 120 km까지 속도를 낸다.
'F1 황제' 미하엘 슈마허는 4살 때부터, '흑인 최초의 F1 챔피언' 루이스 해밀턴은 6살 때부터 카트를 타기 시작했으며, 세바스티안 베텔, 페르난도 알론소, 키미 라이코넨 등 현역 F1 챔피언들도 카트 레이서 출신이다.
2013년 6월 23일, 영암 서킷에서 한국 최초의 카트 2시간 내구 경주인 '2013 코리아 오픈 카트 내구 레이스 시리즈'가 열렸다.

## 같이 보기
- 고카트
- 카트 경주 게임